# CVV 6 Canguro
Il Canguro era un aliante ad ala alta progettato dall'ingegnere Italiano Ermenegildo Preti, del Politecnico di Milano, e realizzato dall'Aeronautica Lombarda di Cantù negli anni quaranta.
Il prototipo effettuò il primo volo nella primavera del 1941, pilotato dal collaudatore Nello Valzania.
Destinato inizialmente all'uso sportivo civile venne impiegato anche in ambito militare come addestratore nei reparti di volo senza motore di Aeronautica Nazionale Repubblicana (ANR) e, dopo il termine della seconda guerra mondiale, dalla nuova Aeronautica Militare.

## Tecnica

### Cellula

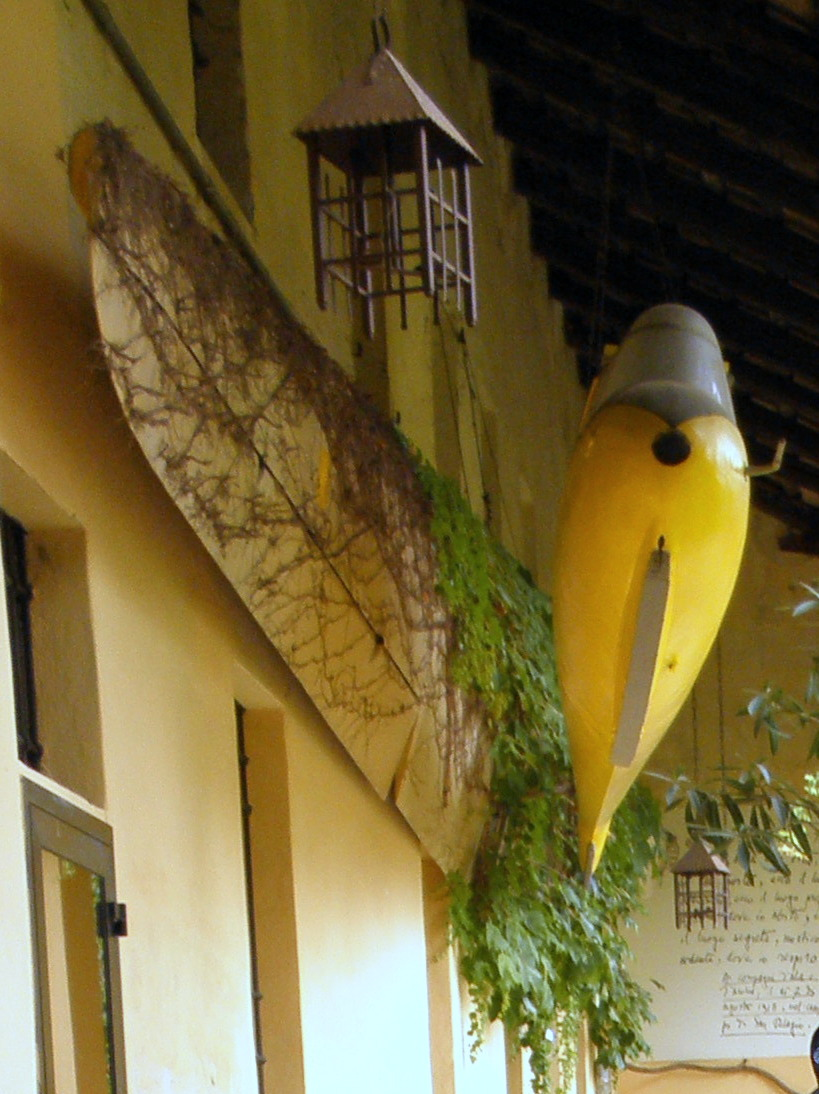
San Pelagio, frazione di Due Carrare. L'Ambrosini CVV 6 Canguro marche I-TRIW (ex MM 100005) esposto nel porticato che circonda il giardino di rappresentanza del museo dell'aria e dello spazio fino al 2021.

La fusoliera, molto curata dal punto di vista aerodinamico, era a sezione ovoidale ed offriva una sezione maestra ridotta al minimo necessario per l'abitabilità del posto di pilotaggio.
L'abitacolo era completamente chiuso e posteriormente raccordato con la fusoliera in modo da ottimizzare l'aerodinamica, con una cappottina trasparente che in caso di emergenza poteva essere rimossa in volo.
Dotato di due posti in tandem, il primo posto di pilotaggio aveva un cruscotto completo di tutti gli strumenti necessari per il volo senza visibilità. Il secondo posto di pilotaggio aveva la visibilità assicurata dai finestrini laterali e l'accesso avveniva attraverso uno sportellone trasparente, posizionato centralmente sull'ala.
Gli organi di atterraggio comprendevano un pàttino anteriore in frassino, molleggiato, e un pàttino di coda. I primi modelli in fase di decollo usavano un carrellino a due ruote sganciabile in volo. Nei modelli successivi questo venne sostituito da una ruota a bassa pressione, posizionata poco avanti al baricentro.

### Superfici alari
Caratterizzato da un'ala a sbalzo, di marcata forma ad M, a pianta totalmente rastremata. La struttura è monolongherone, a cassetta.
Su entrambe le superfici dell'ala erano presenti diruttori doppi, a fessura, per fissare la velocità limite in qualsiasi assetto di volo.
Il timone di direzione aveva una grande superficie e i piani orizzontali erano montati sopra la fusoliera.

## Versioni

### Canguro MM 100028
Nel 1955 l'allora colonnello Adriano Mantelli, con l'aiuto del progettista Ermenegildo Preti, decise di convertire un Canguro in motoaliante. Venne così montato un motore Ambrosini P.25, un due cilindri in grado di erogare una potenza pari a 23 CV, collocato sul dorso dell'ala in configurazione spingente che azionava un'elica bipala. Il 21 settembre 1955 questa versione motorizzata venne collaudata in volo dallo stesso Mantelli.

### Canguro Palas
In un secondo tempo, il medesimo Canguro venne nuovamente sottoposto a una sostanziale modifica: smontato il motore bicilindrico, il velivolo fu modificato trasformandolo ad ala media. Da biposto fu ridotto a monoposto e nello spazio ricavato fu montato un motore turbogetto Turbomeca Palas da 1 470 N di spinta.

Lo scarico del reattore fu indirizzato sotto il ventre della fusoliera e, per garantire una maggiore autonomia, furono montati due serbatoi supplementari sotto le ali, presso l'attacco alla fusoliera.
Nel gennaio 1962 Mantelli collaudò con successo l'aliante così modificato, e in voli successivi raggiunse la quota di 10 400 m (record non omologato) quindi il 24 settembre 1964 stabilì il record mondiale di altezza per aviogetti C.1B (omologato) raggiungendo la quota di 9 366 m.
In tempi successivi il Canguro Palas venne utilizzato per trainare a sua volta alianti, con uno spazio di decollo di soli 150 m, salendo alla velocità di 2 m/s.
Questo esemplare è esposto al Museo storico dell'Aeronautica Militare di Vigna di Valle.

### Motorizzazione Hirth
Nel 1964 il col. Mantelli realizzò un'ulteriore modifica, montando sul dorso dell'ala un propulsore Hirth Solo con elica traente.

## Utilizzatori

### Militari
Italia
- Aeronautica Militare

 Repubblica Sociale Italiana
- Aeronautica Nazionale Repubblicana